# Матеевичи (платформа)
«Матеевичи» (бел. Мацеевічы) — остановочный пункт, расположенный в деревне Матеевичи Жабинковского района Брестской области.
Железнодорожная платформа находится между платформой Яковчицы и станцией Жабинка.